# Jonathan Brown
Jonathan Brown   (Springfield, 15 de juliol de 1939 - Princeton, 17 de gener de 2022) va ser un hispanista estatunidenc, radicat a Espanya. Era considerat la màxima autoritat mundial en l'estudi de la vida i obra de Diego Velázquez.

## Biografia
Catedràtic de Belles Arts a l'Institute of Fine Arts de la Universitat de Nova York, va ser col·laborador de nombrosos museus d'art dels Estats Units, com el Metropolità de Nova York.
Era un reconegut especialista en l'art espanyol dels segles xvi i xvii, especialment en Diego Velázquez. Cap a 1999 va ser designat comissari de Velázquez, Rubens y Van Dyck, exposició organitzada pel Museu del Prado en commemoració al IV centenari del naixement del geni sevillà.
Durants l'anys 1992, 1998 i 2002 va impartir cursos al museu del Prado, col·laborant en les exposicions El retrato en el Museo del Prado; Obras maestras de Velázquez, IV centenario y El Greco. Obras maestras.
Membre de la Reial Acadèmia de Belles Arts de San Fernando i de la fundació Duques de Soria, li va ser lliurada la Medalla Alfons X de l'any 1996.

## Obres
- Imágenes e ideas en la pintura española del siglo XVII (1981)
- Velázquez, pintor y cortesano (1986)
- Un palacio para el rey: el Buen Retiro y la corte de Felipe IV (1981; el 2003 en va fer una nova versió amb John Elliott)
- La edad de oro de la pintura en España (1990)
- El triunfo de la pintura. Sobre el coleccionismo cortesano en el siglo XVII (1995)
- Escritos completos sobre Velázquez (2008). Recopilació de 32 textos publicats entre 1964 i 2006.